# حسين أباد (بالش)
حسین أباد (بالإنجليزية: Hoseynabad, Balesh)‏ هي منطقة سكنية تقع في إيران في فارس. يقدر عدد سكانها بـ 243 نسمة .